# جونو استوور-اروین
جونو استوور-اروین (انگلیسی: Juno Stover-Irwin؛ ۲۸ نوامبر ۱۹۲۸ – July 2, 2011) ورزشکار شیرجه اهل ایالات متحده آمریکا بود.
وی در مسابقات کشوری و بین‌المللی در مجموع برندهٔ ۳ مدال نقره، ۱ مدال برنز شده‌است.